# Женевская конвенция об обращении с военнопленными (1929)
Женевская конвенция об обращении с военнопленными была подписана в Женеве 27 июля 1929 года. Её официальное общепринятое название — конвенция об обращении с военнопленными. Вступила в силу 19 июня 1931 года. Именно эта часть Женевских конвенций регулировала обращение с военнопленными во Второй мировой войне. Являлась предшественницей «Женевской конвенции от 12 августа 1949 года об обращении с военнопленными» или Третьей женевской конвенции.
На своем веб-сайте Международный Комитет Красного Креста утверждает, что 

Женевские конвенции и Дополнительные протоколы к ним лежат в основе международного гуманитарного права, которое регламентирует ведение вооружённых конфликтов и пытается смягчить их последствия. Они защищают тех, кто не участвует или перестал участвовать в военных действиях.

## История
Положения, касающиеся обращения с военнопленными содержатся в Гаагских конвенциях 1899 и 1907 годов, принятых по инициативе России и впервые в истории международного права прямо налагавших обязательств воюющих сторон соблюдать права военнопленных, в том числе право на жизнь.
В ходе Первой мировой войны эти правила обнаружили ряд недостатков и неточностей. Эти недостатки и неточности были частично преодолены путём специальных Соглашений, заключенных между воюющими сторонами в Берне в 1917 и 1918 году. В 1921 году на Женевской конференции Международного Красного Креста было выражено пожелание принять специальную конвенцию об обращении с военнопленными. Международный Красный Крест подготовил проект конвенции, который был представлен на Дипломатической конференции в Женеве в 1929 году. Конвенция не заменяла, но завершала и собирала воедино положения Гаагских правил. Наиболее важные нововведения состояли в запрещении репрессий и коллективных наказаний для военнопленных, правила организации работы военнопленных, назначение представителей и контроль со стороны держав-покровительниц.

## Общие положения
Статья 1: Делает прямые ссылки на статьи 1, 2 и 3 Гаагской конвенции о законах и обычаях войны на суше от 18 октября 1907 года, чтобы определить, кто является законными комбатантами и так квалифицировать военнопленных. В дополнение к комбатантам, определённых Гаагскими конвенциями, некоторые гражданские лица также определяются в разделе Конвенции, названном «Применение Конвенции к некоторым классам гражданских лиц».
Статьи 2, 3 и 4: Определяют военнопленных как заключенных державы, которая удерживает их, а не как заключенных того воинского подразделения, которое захватило военнопленных, оговаривают право военнопленных на уважение их личности и чести, оговаривают право женщин на обхождение, соответствующее их полу и не допускают различий в содержании между военнопленными, за исключением содержания военнопленных разных званий в разных условиях.
Статья 4 особо возлагает материальное обеспечение военнопленных на пленившую сторону: «держава, взявшая военнопленных, обязана заботиться об их содержании».

## О содержании в плену

### О взятии в плен
Статьи 5 и 6 рассказывают о правах военнопленных при их захвате в плен, о личных вещах, обмундировании и денежных средствах.
В Конвенции 1949 года были дополнительно внесены изменения, чтобы определить права военнопленных в случае капитуляции, а не только во время боевых действий.

### Эвакуация и уведомление
Статьи 7 и 8 регулируют эвакуацию военнопленных из зоны боевых действий, продолжительность дневного марша и уведомление противника через справочные бюро.

### Лагеря военнопленных
Статьи 9 и 10 регулируют требования к помещениям, где содержатся военнопленные, запрещают содержание военнопленных вблизи зоны военных действий, в неблагоприятном климате, в антисанитарных или пожароопасных условиях.
Статьи 11, 12 и 13 устанавливают, что рацион питания военнопленных должен быть равен рациону питания военнослужащих на казарменном положении, разрешают готовить дополнительную пищу, если она доступна и запрещают наказания едой. Военнопленные могут привлекаться для работы на кухне. Должно быть налажено снабжение водой в достаточном количестве, разрешается курение табака. Снабжение одеждой лежит на стороне, которая держит военнопленных, должна быть обеспечена и её починка. Для работ должны быть предусмотрены спецкомбинезоны. В лагерях военнопленных должны быть лавки по торговле продуктами и предметами обихода.
Статьи 14 и 15 обязывают иметь лазареты в каждом лагере и предоставлять ежемесячный медосмотр и адекватное лечение, включая бесплатное протезирование.
Статьи 16 и 17 оговаривают свободу оправления религиозных обрядов, не нарушающих общественный порядок и поощрение спортивных и иных увлечений в лагере.
Статьи 18 и 19 определяют подчиненность ответственному офицеру, отдание чести и право на знаки различия.
Статьи 20-23 устанавливают денежное содержание, соответствующее званию, обслуживающий персонал из числа военнопленных, соответствующий званию, право на переводчиков или допросы на родном языке для военнопленного. Денежное содержание должно быть компенсировано после окончания военных действий содержащей военнопленного стороне той стороной, на службе которой находится военнопленный.
Статья 24 оговаривает право военнопленного пересылать оговоренную часть своих денежных средств родственникам.
Статьи 25 и 26 устанавливают ограничения на транспортировку раненных военнопленных, если это не требуется военной обстановкой. Военнопленные в случае перемещения в новый лагерь должны быть заранее уведомлены, имеют право взять с собой личные вещи и их новый почтовый адрес должен быть своевременно изменён.

### Труд военнопленных
Статьями с 27-й по 34-ю устанавливается порядок труда военнопленных. Равный с местным населением трудовой день, один выходной в неделю, ответственность государства за работу у частных лиц, недопустимость тяжких для уровня развития военнопленного работ и использование военнопленных на опасных или угрожающих здоровью работах. Не допускается труд военнопленных на военных сооружениях или вообще имеющий отношение к военным действиям. Офицеры привлекаются к работам по их желанию. Труд военнопленного должен быть оплачен по тарифам и определена доля заработка, получаемого наличными.

### Внешние связи
Статьями с 35-й по 41-ю оговаривается право военнопленных на получение и отправление писем, доверенностей, завещаний, телеграмм и посылок, порядок и нормы должны быть опубликованы при начале военных действий.

### Отношения с властями
Статьи с 42-й по 67-ю описывают отношения военнопленных с органами власти, их право на жалобу на условия содержания, в том числе на незамедлительную жалобу представителям держав-покровительниц. При привлечении военнопленных к суду или ответственности их права и наказание должно определяться предусмотренной ответственностью для военнослужащих пленившей стороны, однако военнопленный не может быть лишен своего звания. Также репатриация военнопленного не может быть задержана в связи с наложенным на него дисциплинарным наказанием, это возможно только при судебном преследовании, о котором должна заблаговременно оповещаться сторона, которой служит военнопленный. Приговор немедленно сообщается державе-покровительнице, в случае смертного приговора он не приводится в действие как минимум 3 месяца после вынесения. Тридцатидневный арест — максимальное по сроку и санкциям дисциплинарное наказание, не может быть продлено и не может следовать одно за другим без минимального трехдневного перерыва.

## Прекращение плена
Статьи с 68-й по 74-ю оговаривают, что тяжелораненые и тяжелобольные обязаны быть отправлены в свою страну в тот момент, когда их положение будет допускать безопасную транспортировку. Оговаривают состав совместных медицинских комиссий, право на репатриацию пострадавших от несчастных случаев на работах, невозможность военной службы репатриированных и порядок оплаты транспортировки подлежащих репатриации или транспортировке в нейтральные страны.
Статья 75 устанавливает, что военнопленные должны быть репатриированы как можно скорее после заключения примирения между воюющими сторонами и если в соглашении о примирении судьба военнопленных не оговорена, стороны должны решить этот вопрос как можно скорее.
Статья 76 требует похорон с честью для умерших в плену, их могилы должны иметь все необходимые сведения и надлежаще содержаться.

## О бюро помощи
В статьях с 77-й по 80-ю описывается порядок работы Бюро справок о военнопленных, порядок и частота обмена информацией воюющими сторонами, участие нейтральных стран и благотворительных организаций.

## Отдельные категории гражданских лиц
Статья 81 оговаривает право отдельных категорий гражданских лиц, таких как корреспонденты, маркитанты, поставщики, пользоваться при захвате неприятелем правами военнопленного, если у них имеются удостоверения личности от тех же частей.

## Исполнение Конвенции
Статьи с 82-й по 97-ю описывают порядок выполнения и действия конвенции, устанавливают обязательность её исполнения для всех стран, подписавших конвенцию. Устанавливают порядок ознакомления военнопленных с текстом конвенции, порядок обмена переводами текста, порядок контроля исполнения конвенции державами-покровительницами, порядок разрешения противоречий, порядок ввода в действие конвенции после ратификации и недопустимость отказа от соблюдения конвенции в случае войны.

### Государства-участники и государства, подписавшие её
53 страны подписали и ратифицировали Конвенцию. Страны, подписавшие и ратифицировавшие конвенцию, именуются государствами-участниками Конвенции (англ. State Parties). Не все страны, участвовавшие во Второй мировой войне, подписали Конвенцию; в том числе, конвенцию не подписал СССР. Япония подписала Конвенцию, но не ратифицировала, являясь, таким образом, «государством-подписантом». Насчитывается 9 таких государств-подписантов.

### СССР
СССР не подписывал Женевскую конвенцию о военнопленных (1929). Согласно документам, в 1929 году СССР подписал Конвенцию об улучшении участи раненых и больных в действующих армиях — одну из двух Женевских конвенций 1929 года, но не стал подписывать Конвенцию о военнопленных: 

27 июля 1929 г. Женевская конференция выработала конвенцию о содержании военнопленных. Правительство СССР ни в составлении этой конвенции, ни в её ратификации участия не приняло.
Вместо присоединения к Конвенции 19 марта 1931 г. ЦИК и СНК СССР приняли «Положение о военнопленных», в целом повторявшее Конвенцию, но обладающее и рядом различий.

#### Вопрос о влиянии отказа СССР присоединиться к конвенции на судьбу советских военнопленных в плену
В ходе Второй мировой войны и СССР, и Германия на Восточном фронте не придерживались требований Гаагской и Женевской конвенций в отношении пленённого противника. Идеологические установки и пропаганда обоих государств расчеловечивали образ врага, дополнительно эксплуатируя получаемые сведения об ужасных условиях пребывания во вражеском плену, в надежде что такая информация заставит солдат сражаться, не помышляя о возможности сдаться в плен. Только с 1943 года постепенно пошёл процесс обмена корреспонденцией и другие улучшения положения военнопленных обеих сторон:509—519.
Русскоязычный и немецкоязычный переводы текста статьи 82 Конвенции предполагают, что ратифицировавшие Конвенцию государства обязаны соблюдать её, даже воюя с государствами, которые стороной Конвенции не являются. Из французской и английской версий, однако, таковое обязательство не вытекает. Вместо этого во французской версии Конвенции — единственной, имеющей юридическую силу, — указано, что в случае многостороннего вооружённого конфликта, сторонами которого являются как государства, ратифицировавшие Конвенцию, так и те, которые этого не сделали, Конвенция применяется лишь в отношениях между (фр. entre, англ. as between) государствами, которые её ратифицировали:

Les dispositions de la présente Convention devront être respectées par les Hautes Parties Contractantes en toutes circonstances. Au cas où, en temps de guerre, un des belligérants ne serait pas partie à la Convention, ses dispositions demeureront néanmoins obligatoires entre les belligérants qui y participent.
Оригинальный текст (англ.)The provisions of the present Convention shall be respected by the High Contracting Parties in all circumstances. In time of war if one of the belligerents is not a party to the Convention, its provisions shall, nevertheless, remain binding as between the belligerents who are parties thereto.
Оригинальный текст (нем.)Die Bestimmungen dieses Abkommens müssen von den Vertragsparteien unter allen Umständen geachtet werden. Falls in Kriegszeiten einer der Kriegführenden nicht Vertragspartei ist, bleiben die Bestimmungen dieses Abkommens gleichwohl für die kriegführenden Vertragsparteien verbindlich.
Оригинальный текст (рус.)Положения настоящей конвенции должны соблюдаться высокими договаривающимися сторонами при всех обстоятельствах. Если на случай войны одна из воюющих сторон окажется не участвующей в конвенции, тем не менее положения таковой остаются обязательными для всех воюющих, конвенцию подписавших.

Факт неподписания СССР Женевской конвенции о военнопленных получил широкую известность, так как его использовало для оправдания своего жестокого обращения с советскими пленными руководство нацистской Германии:

Советский Союз не присоединился к соглашению от 27.VII.1929 г. относительно обращения с военнопленными. Вследствие этого мы не обязаны предоставлять советским военнопленным снабжение, которое бы соответствовало этому соглашению как по количеству, так и по качеству— Материалы Нюрнбергского процесса, документ D-225
Историк А. И. Шнеер писал, что «Отказ … СССР от подписания конвенции позволил нацистам использовать этот факт и оставить советских пленных без всякой защиты и контроля со стороны Международного Красного Креста и других организаций, помогавших пленным западных стран».
В то же время необходимость гуманного обращения с военнопленными следовала из общепризнанных принципов международного права, обычаев и традиций ведения войны, от соблюдения которых в отношении советских военнопленных нацистское руководство сознательно отказалось по соображениям идеологического характера, несмотря на попытки протеста со стороны отдела военного права бюро внешней контрразведки Третьего Рейха.
Фальсификация Ю. Г. Веремеева
Ю. Г. Веремеев утверждал, что сведения о неучастии СССР в Женевской конвенции являются недостоверными, и советское правительство 12 мая 1930 года будто бы объявило, что «СССР без каких-либо оговорок присоединяется к Женевской конвенции от 27 июля 1929 года», то есть для СССР конвенция являлась якобы ратифицированной, согласно Конституции СССР 1922 года, с 25 августа 1930 года. Утверждение Ю. Веремеева считается фальсификацией: он исказил текст архивного документа, добавив всего одно слово, в результате чего текст стал говорить не «об улучшении участи раненых и больных в действующих армиях» (название действительно подписанной Конвенции), а «об улучшении участи военнопленных, раненых и больных в действующих армиях». Фальсификация довольно быстро была разоблачена, но до сих пор имеет хождение в интернете.

## Страны-Участники
Указанные страны подписали или ратифицировали конвенцию:
| Страна                                   | Подпись    | Ратификация / Присоединение |
| ---------------------------------------- | ---------- | --------------------------- |
| Аргентина                                |            | 05.03.1945                  |
| Австралия                                | 27.07.1929 | 23.06.1931                  |
| Австрия                                  | 27.07.1929 | 13.03.1936                  |
| Бельгия                                  | 27.07.1929 | 12.05.1932                  |
| Боливия                                  | 27.07.1929 | 13.08.1940                  |
| Бразилия                                 | 27.07.1929 | 23.03.1932                  |
| Болгария                                 | 27.07.1929 | 13.10.1937                  |
| Канада                                   | 27.07.1929 | 20.02.1933                  |
| Чили                                     | 27.07.1929 | 01.06.1933                  |
| Колумбия                                 | 27.07.1929 | 05.06.1941                  |
| Чехословакия                             | 27.07.1929 | 12.10.1937                  |
| Дания                                    | 27.07.1929 | 05.08.1932                  |
| Египет                                   | 27.07.1929 | 25.07.1933                  |
| Эль Сальвадор                            |            | 22.04.1942                  |
| Эстония                                  | 27.07.1929 | 11.06.1936                  |
| Фиджи                                    |            | 09.08.1971                  |
| Франция                                  | 27.07.1929 | 21.08.1935                  |
| Германия                                 | 27.07.1929 | 21.02.1934                  |
| Греция                                   | 27.07.1929 | 28.05.1935                  |
| Венгрия                                  | 27.07.1929 | 10.09.1936                  |
| Индия                                    | 27.07.1929 | 23.06.1931                  |
| Индонезия                                |            | 05.06.1959                  |
| Ирак                                     |            | 29.05.1934                  |
| Израиль                                  |            | 03.08.1948                  |
| Италия                                   | 27.07.1929 | 24.03.1931                  |
| Иордания                                 |            | 09.03.1949                  |
| Латвия                                   | 27.07.1929 | 14.10.1931                  |
| Лихтенштейн                              |            | 11.01.1944                  |
| Литва                                    |            | 27.02.1939                  |
| Мексика                                  | 27.07.1929 | 01.08.1932                  |
| Монако                                   |            | 17.03.1948                  |
| Мьянма                                   |            | 01.04.1937                  |
| Нидерланды                               | 27.07.1929 | 05.10.1932                  |
| Новая Зелендия                           | 27.07.1929 | 23.06.1931                  |
| Норвегия                                 | 27.07.1929 | 24.06.1931                  |
| Пакистан                                 |            | 02.02.1948                  |
| Папуа — Новая Гвинея                     |            | 26.05.1976                  |
| Филиппины                                |            | 01.04.1947                  |
| Польша                                   | 27.07.1929 | 29.06.1932                  |
| Португалия                               | 27.07.1929 | 08.06.1931                  |
| Румыния                                  | 27.07.1929 | 24.10.1931                  |
| Королевство сербов, хорватов и словенцев | 27.07.1929 | 20.05.1931                  |
| Словакия                                 |            | 15.09.1939                  |
| Южная Африка                             | 27.07.1929 | 23.06.1931                  |
| Испания                                  | 27.07.1929 | 06.08.1930                  |
| Швеция                                   | 27.07.1929 | 03.07.1931                  |
| Швейцария                                | 27.07.1929 | 19.12.1930                  |
| Таиланд                                  | 27.07.1929 | 03.06.1939                  |
| Турция                                   | 27.07.1929 | 10.03.1934                  |
| Великобритания                           | 27.07.1929 | 23.06.1931                  |
| США                                      | 27.07.1929 | 04.02.1932                  |
| Венесуэла                                |            | 15.07.1944                  |